# Cea (rivière)
Pour les articles homonymes, voir Cea.
Le Céa est une rivière d'Espagne, dans la Communauté autonome de Castille-et-León, affluent gauche de l'Esla, donc un sous-affluent du fleuve le Douro.

## Géographie

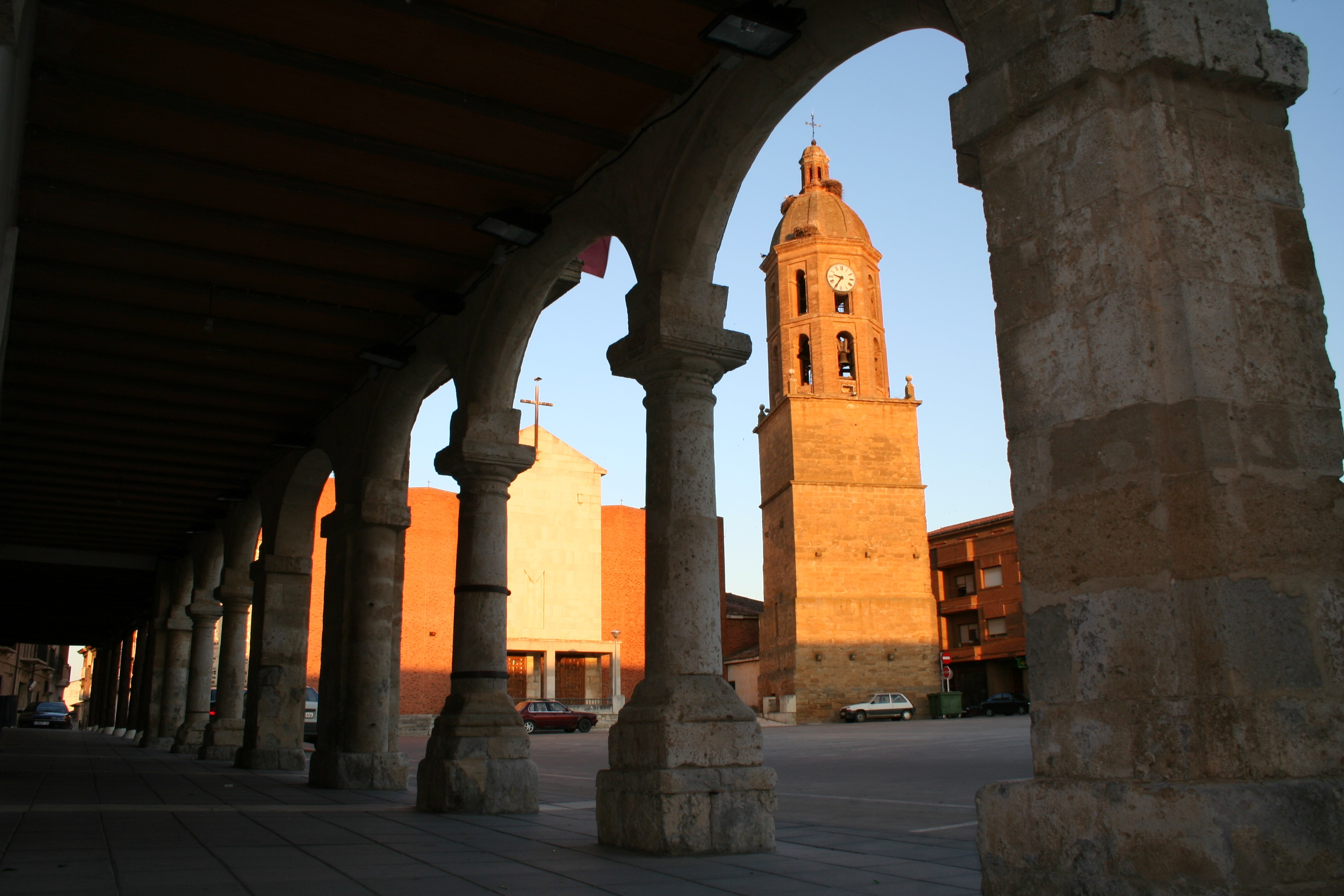
Mayorga, tour de l'église San Salvador

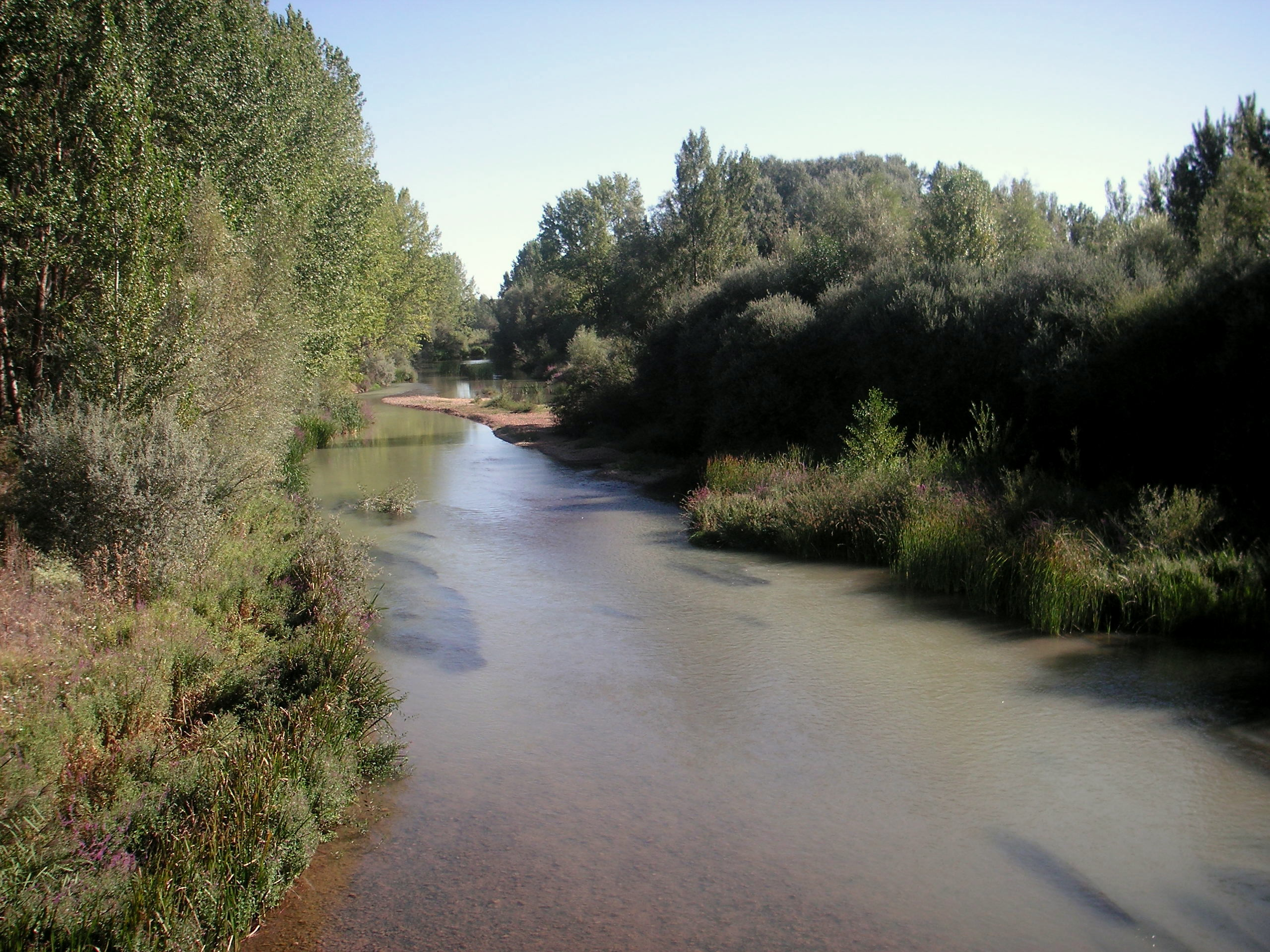
Río Cea près de Melgar de Abajo.

Elle traverse les provinces de León, Valladolid et Zamora

### Communes traversées
- Prioro
- Cea
- Sahagún
- Melgar de Arriba
- Mayorga
- Valderas

### Bassin versant
Son bassin versant est de 2 019 km2[réf. nécessaire].

## Affluents
- l'arroyo del Valle (rg),

## Hydrologie
Son module est de 13,7 m3/s[réf. nécessaire].